# ووژدووو
ووژدووو (به بلغاری: Vozhdovo) یک منطقهٔ مسکونی در بلغارستان است که در شهرستان چرنوچن واقع شده‌است.
 ووژدووو ۰٫۸۲۱ کیلومتر مربع مساحت و ۹۳۳ نفر جمعیت دارد.